# Boureima Zongo
Pour les articles homonymes, voir Zongo (homonymie).
Boureima Zongo (né le 16 mars 1972 à Bobo-Dioulasso en République de Haute-Volta, aujourd'hui Burkina Faso) est un footballeur international burkinabé, qui évoluait au poste de milieu de terrain.

## Biographie

### Carrière en sélection
Avec l'équipe du Burkina Faso, il joue entre 1994 et 2001, et figure notamment dans le groupe des sélectionnés lors des Coupes d'Afrique des nations de 1996 et de 1998.

## Carrière d’entraîneur
Boureima Zongo dit Bra est actuellement l’entraîneur principal de Rahimo FC